# チュン・ホンジャン
チュン・ホンジェン（中国語: 鍾鴻健、英語: Choong Hon Jian、2000年7月2日 - ）は、マレーシアの男子バドミントン選手。

## 経歴
同い年のトー・イーウェイとペアを組み、2021年には、混合ダブルスで3つのインターナショナルタイトルを獲得した。
2023年8月からは2歳年下のムハマド・ハイカルとペアを組んで男子ダブルスにも専念し始める。
11月のシド・モディ・インターナショナルでは、第1シードで世界ランク16位とかなり格上の古賀輝 / 齋藤太一を決勝で破り優勝した。